# Masacre del colegio St. Stephen
La masacre del colegio St. Stephen involucró una serie de crímenes de guerra cometidos por el Ejército Imperial Japonés el 25 de diciembre de 1941 el colegio St. Stephen durante la ocupación japonesa de Hong Kong.

## El incidente
Varias horas antes de que los británicos se rindieran el día de Navidad al final de la batalla de Hong Kong, los soldados japoneses ingresaron al colegio St. Stephen, que en ese momento se usaba como hospital en la línea del frente. Los japoneses fueron recibidos por dos médicos, Black y Witney, quienes se marcharon y luego fueron encontrados muertos y mutilados. Luego irrumpieron en las salas y apuñalaron con la bayoneta a varios soldados heridos británicos, canadienses e indios que no podían esconderse. Los supervivientes y sus enfermeras fueron encarcelados en dos habitaciones de arriba. Más tarde, llegó una segunda ola de tropas japonesas después de que la lucha se había trasladado más al sur, lejos de la escuela. Sacaron a dos canadienses de una de las habitaciones y los torturaron y mataron afuera. Muchas de las enfermeras fueron luego arrastradas para ser violadas en grupo y encontradas muertas. A la mañana siguiente, después de la rendición, los japoneses ordenaron que todos estos cuerpos fueran incinerados en las afueras del colegio. Otros soldados que habían muerto en la defensa de Stanley fueron quemados con los muertos en la masacre, sumando más de 100 en total.

## Consecuencias
Cuando la universidad y los terrenos de la prisión de Stanley se convirtieron en un campo de internamiento para civiles, los internos recogieron los restos quemados, fragmentos de huesos, botones y efectos carbonizados de la cremación, y luego los enterraron. Una lápida marca el lugar donde se enterraron estos artículos en el cementerio de Stanley.
El teniente general Takeo Itō (伊東 武夫), comandante de la 38.ª División de Infantería durante el incidente, fue considerado responsable de la atrocidad cometida por la unidad. Fue declarado culpable por el Tribunal Penal Militar Internacional para el Lejano Oriente en 1948 y condenado a doce años de prisión.